# Disney Jr.
Disney Jr. är en TV-kanal från Disney som riktar sig till förskolebarn i 2-7 års ålder. I kanalen ses Disney-figurer som till exempel Musse Pigg från Musses klubbhus och Manny från Händige Manny. 
Disney Junior lanserades den 10 september 2011 och ersatte då Playhouse Disney.

## Serier i Disney Jr.

### Nya serier
- Art Attack
- Jake och piraterna i Landet Ingenstans
- Lejonvakten
- Bikupan
- Mouk
- Doktor McStuffins
- Zou
- Bilar Kortfilm
- Sofia den första
- Henry Krammonster
- Sheriff Callie i Vilda västern
- Miles från Morgondagen
- Anka överbord
- Pyjamashjältarna

### Äldre serier
- Aladdin
- Chuggington
- Den lilla sjöjungfrun
- Djungelhjul
- Musses klubbhus
- Händige Manny
- Timon och Pumbaa
- Specialagent Oso
- Firma Fantasiflytt
- Lilla djungelboken
- Nya äventyr med Nalle Puh
- Bumbibjörnarna

## Internationella versioner
Disney Jr. finns i lokala versioner i över 25 länder världen över.